# KV-2
El KV-2, acrónimo de Kliment Voroshílov 2 (en ruso: Климент Ворошилов 2), fue un tanque pesado soviético destinado a funcionar como un cañón de asalto. La designación KV fue el nombre oficial de la serie de tanques pesados soviéticos desarrollados entre 1940 y 1943, llamados así por el héroe de la guerra civil rusa, el líder militar y político Kliment Efrémovich Voroshílov (Ворошилов Климент Ефремович).

## Historia
Tras la experiencia obtenida en Finlandia con los KV-1 con una torreta que portaba un obús de 152 mm, se decidió que el KV-2 entrase en producción. El KV-2 fue concebido como un tanque de ruptura, perfecto para atacar fortificaciones y defensas terrestres. Para ello contaba con un obús modificado M-10 modelo 1938/40 que podía disparar un proyectil de 52 kg a 436 m/s, capaz de penetrar un blindaje de acero de 72 mm a 1500 m.
Este vehículo fue desarrollado por la oficina de diseño de la Fábrica Kírov de Leningrado (LKZ) en enero de 1940 en relación con la necesidad apremiante del Ejército Rojo de Obreros y Campesinos (RKKA) de un tanque bien protegido con armas poderosas para luchar contra las fortificaciones de la Línea Mannerheim construida por Finlandia antes de la Guerra de Invierno (1939-1940).
Los diseños preliminares se basaron en la sustitución del cañón de 76,2 mm de los KV-1 por un obús de 152 mm. Fue necesario ampliar la torreta y con ello aumentar la altura de la silueta del tanque por lo que se requirió aumentar el blindaje con el fin de soportar el intenso fuego esperado. El peso del KV-2 aumentó hasta las 57 toneladas y su velocidad máxima se redujo a menos de 30 km/h.

### El "KV-2" solitario de Raseiniai
Es popularmente conocido el combate "más memorable y famoso" de un solo KV-2 y tuvo lugar durante la batalla de Raseiniai, donde la 6.ª División Panzer tuvo que enfrentarse a la mole de hierro que ocupaba un puente sobre el río Dubysa. El general Yegor Solyankin envió sólo un KV-2 y algunos soldados de infantería para cortar el paso. Los proyectiles de 37 mm no hacían efecto contra el KV-2, el cual respondió con fuego, destruyendo parte de los Panzer 35(t) que se dieron a la huida. El batallón alemán estaba aislado y 12 camiones intentaron socorrerles, sufriendo los disparos del cañón de 76,2 mm que cubría ambas cabezas de puente. Un cañón antiaéreo de 88 mm fue dispuesto en posición horizontal. Mientras se acercaba camuflado para no ser descubierto, el KV-2 se percató de su presencia y lo eliminó antes de que pudiese disparar. Otros intentos fueron igualmente desechados, hasta que por la noche colocaron varias cargas explosivas en las orugas y en el casco, siendo infructuosos y cobrándose la vida de algunos soldados a causa del fuego de ametralladoras del KV-2. Finalmente, un zapador de la 1.ª División Panzer introdujo durante la noche una carga explosiva por la boca del cañón, rematándolo. Las consecuencias fueron haber detenido a toda una división de tanques alemana y la intromisión de otra división que tuvo que cambiar su ruta principal.
Los cuerpos de los tripulantes fueron enterrados con honores por los mismos alemanes. Posteriormente, fueron trasladados a un cementerio en Raseiniai junto a un monumento en su memoria.